# Clay Rapada
Clay Anthony Rapada (né le 9 mars 1981 à Portsmouth, Virginie, États-Unis), est un lanceur de relève gaucher de la Ligue majeure de baseball sous contrat avec les Giants de San Francisco.

## Carrière

### Cubs de Chicago
Après des études secondaires à la Deep Creek High School de Chesapeake (Virginie), Clay Rapada rejoint l'Université d'État de Virginie où il porte les couleurs des Trojans. Non sélectionné lors de la draft, il rejoint l'organisation des Cubs de Chicago le 14 juillet 2002 comme agent libre amateur. Il passe six saisons en ligues mineures avant de débuter en Ligue majeure le 14 juin 2007. Cette première constitue l'unique apparition de Rapada avec les Cubs.

### Tigers de Detroit

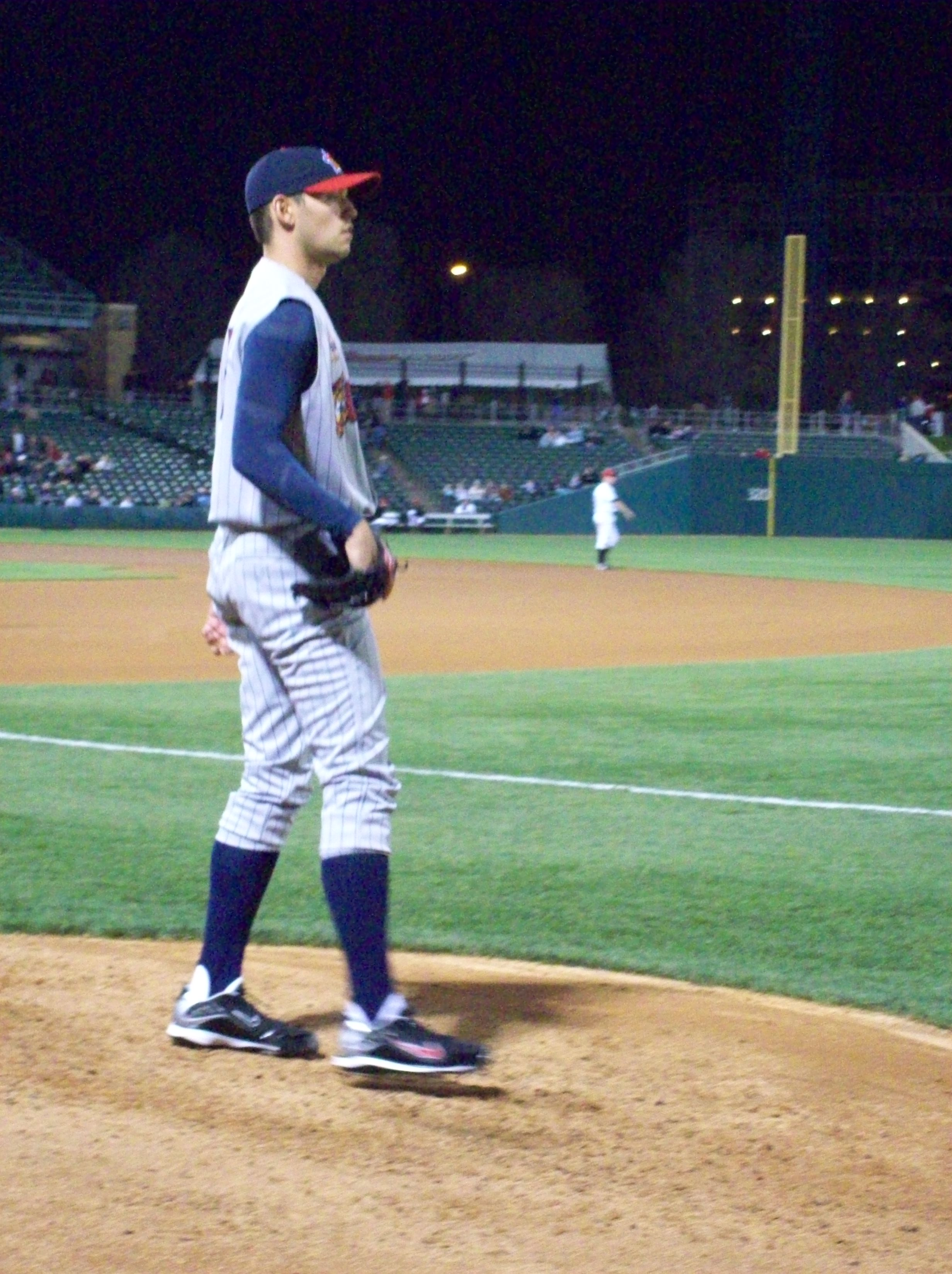
Clay Rapada en 2009 dans les ligues mineures avec le club de Toledo.

Il est transféré chez les Tigers de Détroit le 30 août 2007. Rapada débute sous le maillot des Tigers le 9 septembre 2007.

### Rangers du Texas
Rapada rejoint les Rangers du Texas le 7 décembre 2009. Il conserve une moyenne de points mérités de 4,00 en neuf manches lancées avec Texas. Il prend part pour la première fois aux séries éliminatoires faisant trois courtes apparitions : en un seul tiers de manche lancé, il donne un coup sûr et un but-sur-balles aux Yankees de New York, mais aucun point, durant la Série de championnat de la Ligue américaine.
Rapada est libéré de son contrat par les Rangers le 14 janvier 2011.

### Orioles de Baltimore
Le 25 janvier 2011, il signe un contrat des ligues mineures avec les Orioles de Baltimore. Il lance 32 parties en relève pour Baltimore en 2011. Malgré une moyenne de points mérités très élevée de 6,06 il ajoute deux victoires à sa fiche, portant son dossier à 5-0 depuis son entrée dans les ligues majeures. En février 2012, il est remercié par les Orioles.

### Yankees de New York
Peu après avoir été libéré par les Orioles, Rapada accepte le contrat des ligues mineures offert par les Yankees de New York. Il lance 38 manches et un tiers en 70 présences au monticule en 2012 pour New York, conservant une brillante moyenne de points mérités de 2,82. Il remporte trois victoires, portant sa fiche à 8-0 depuis son entrée dans les majeures.
Souffrant d'une blessure à l'épaule, il ne peut amorcer la saison 2013 avec les Yankees. Ceux-ci le libèrent de son contrat le 3 avril.

### Indians de Cleveland
Il rejoint les Indians de Cleveland mais ne lance que deux manches en 4 matchs pour eux en 2013. Il passe surtout son temps chez les Clippers de Columbus, le club-école de la franchise, où il maintient une brillante moyenne de points mérités de 1,17 en 24 manches lancées.

### Depuis 2014
Le 15 décembre 2013, Rapada signe un contrat des ligues mineures avec les Angels de Los Angeles d'Anaheim. Libéré par les Angels le 23 mars 2014, vers la fin de l'entraînement de printemps, il rejoint les Mariners de Seattle le 1er avril suivant. Il passe 2013 avec leur club-école, les Rainiers de Tacoma, avant de rejoindre les Giants de San Francisco en février 2015.

## Statistiques
| Saison | Équipe       | G  | GS | CG | SHO | V | D | SV | IP   | SO | ERA   |
| ------ | ------------ | -- | -- | -- | --- | - | - | -- | ---- | -- | ----- |
| 2007   | Chicago Cubs | 1  | 0  | 0  | 0   | 0 | 0 | 0  | 0.1  | 0  | 0,00  |
| 2007   | Détroit      | 4  | 0  | 0  | 0   | 0 | 0 | 0  | 2.2  | 4  | 11,57 |
| 2008   | Détroit      | 25 | 0  | 0  | 0   | 3 | 0 | 0  | 21.1 | 15 | 4,22  |
| 2009   | Détroit      | 3  | 0  | 0  | 0   | 0 | 0 | 0  | 3.1  | 2  | 5,40  |
| 2010   | Texas        | 13 | 0  | 0  | 0   | 0 | 0 | 0  | 9.0  | 5  | 4,00  |
| Totaux | Totaux       | 46 | 0  | 0  | 0   | 3 | 0 | 0  | 36.1 | 26 | 4,71  |

Note : G = Matches joués ; GS = Matches comme lanceur partant ; CG = Matches complets ; SHO = Blanchissages ; 
V = Victoires ; D = Défaites ; SV = Sauvetages ; IP = Manches lancées ; SO = Retraits sur des prises ; ERA = Moyenne de points mérités.